# Andrij Krasnjaschtschych
Andrij Petrowytsch Krasnjaschtschych (ukrainisch Андрій Петрович Краснящих, russisch Андрей Петрович Краснящих Andrei Petrowitsch Krasnjaschtschich, wissenschaftliche Transliteration Andrij Petrovyč Krasnjaščych sowie Andrej Petrovič Krasnjaščich; * 6. Februar 1970 in Poltawa, Ukrainische SSR, UdSSR) ist ein ukrainischer russischsprachiger Schriftsteller, Philologe und Herausgeber. Im deutschen Sprachraum erscheinen seine Werke unter der Schreibweise Andrej Krasnjaschtschich.

## Leben
Andrij Krasnjaschtschych wurde 1970 in Poltawa geboren. 1992 absolvierte er ein Studium an der Nationalen Wassyl-Karasin-Universität Charkiw und wurde dort mit einer Dissertation über James Joyce promoviert. Bereits von 1992 bis 1994 sowie von 1997 bis 2000 in der Lehre tätig, ist er seit 2000 Dozent am Lehrstuhl für ausländische Literaturgeschichte und klassische Philologie an der Nationalen W.-K.-Universität Charkiw. Er forscht zu Modernismus und Postmodernismus. Für sein literarisches Werk wurde er mehrfach ausgezeichnet.
Texte von Andrij Krasnjaschtschych sind unter anderem in Iskusstwo kino, Nowaja junost und Nowy Mir erschienen. Ins Englische übersetzte Erzählungen wurden in Literary Review, Vice, Words Without Borders, openDemocracy und Eurozine veröffentlicht.
Seine Erfahrungen während des Russisch-Ukrainischen Krieges beschreibt Krasnjaschtschych in einem Blog auf dem Internetportal Ukrajinska Prawda.

## Werke
- 1000 psewdonimow. Charkiw 2003 (mit Konstantin Beljajew).
- Ukrainski Nostradamus. Charkiw 2005.
- Charkow w serkale mirowoi literatury. Charkiw 2007 (mit Konstantin Beljajew).
- Park kultury i otdycha. Charkiw 2008.
- Pissateli w Charkowe: Sluzki. Charkiw 2020.[3]
- Scholom-Alejchem. Charkiw 2020.[4]
- Bog jest +/-. Freedom Letters (o. O.) 2023 (E-Book).[5]
- Wschtschent. Charkiw [Human Rights Publishers] 2023, Publikation in Vorbereitung.

## Auszeichnungen
- 2015: Russkaja premija, Dritter Preis in der Kategorie Kurzprosa.[6]
- 2015: Preis der Literaturzeitschrift Nowy Mir.[7]
- 2015: O.-Henry-Literaturpreis.
- 2017: Dmitrij-Gortschew-Literaturpreis, Erster Preis in der Kategorie Schönheit/Abscheulichkeit.[8]